# محمد صدوقي
محمد صدوقي (الفارسية: محمد صدوقی؛ 1909–1982) المعروف باسم "سومين شهيد محراب" (ثالث شهداء المحراب) هو آية الله شيعي إيراني اثني عشري وُلد في يزد. كان ممثلًا لأهالي يزد في مجلس الخبراء. كما عُيّن إمامًا لصلاة الجمعة في مدينة يزد بموجب مرسوم من المرشد الأعلى السابق لإيران، السيد روح الله الخميني، عام 1980 م.
وُلِد هذا العالم الشيعي في عائلة دينية/علمية. كان والده (آية الله) ميرزا طالب الذي كان من علماء المدينة المعروفين وكان أيضًا إمام الصلاة في مسجد "روزية محمدية (حضيرة)". كان يدرس في التعليم القديم في مدرسة عبد الرحمن خان. بعد ذلك، غادر إلى أصفهان؛ وعاد لاحقًا إلى مسقط رأسه. ثم غادر إلى قم، وواصل تعليمه في الحوزة. اغتيل صدوقي في 2 تموز 1982 بعد صلاة الجمعة.

## المعلمون
- عبد الكريم حائري يزدي
- صدر الدين الصدر
- شهاب الدين المرعشي النجفي
- سيد محمد تقي الخنصري
- سيد محمد حجة كوهكماري[11]

## الطلاب
- محمد تقي جعفري
- مرتضى مطهري
- أحمد جنتي
- محمد فاضل لنكراني
- يوسف صانعي
- سيد هاشم رسولي محلاتي
- ماجد جعفري طبر
- حسن شريعتي نياسر
- علي قدوسي[12]